# Ацинано (Терамо)
Ацинано (итал. Azzinano) је насеље у Италији у округу Терамо, региону Абруцо.
Према процени из 2011. у насељу је живело 164 становника. Насеље се налази на надморској висини од 585 м.